# Stojowski, Różycki: Sonaty
(Zygmunt) Stojowski, (Ludomir) Różycki: Sonaty | Sonatas – album wiolonczelisty Tomasza Strahla i pianistki Agnieszki Przemyk-Bryły z wykonaniem sonat polskich kompozytorów przełomu XIX i XX wieku, Zygmunta Stojowskiego i Ludomira Różyckiego. Płytę wyprodukowaną w 2018 roku wydało 25 stycznia 2019 Wydawnictwo UMFC – Chopin University Press (za dystrybucję odpowiada Warner Music Poland) (nr kat. UMFC CD 117). Nagroda Fryderyk 2020 w kategorii Album Roku Muzyka Kameralna.

## Lista utworów
| Stojowski, Różycki / Sonaty – 2019 | Stojowski, Różycki / Sonaty – 2019                                                               | Stojowski, Różycki / Sonaty – 2019 | Stojowski, Różycki / Sonaty – 2019 |
| Nr                                 | Tytuł utworu                                                                                     | Muzyka                             | Długość                            |
| ---------------------------------- | ------------------------------------------------------------------------------------------------ | ---------------------------------- | ---------------------------------- |
| 1.                                 | „I. Andante. Allegro risoluto” (Sonata A-dur na fortepian i wiolonczelę op. 17 (18) (1895–1896)) | Zygmunt Stojowski                  | 11:15                              |
| 2.                                 | „II. Andante” (Sonata A-dur na fortepian i wiolonczelę op. 17 (18) (1895–1896))                  | Zygmunt Stojowski                  | 7:58                               |
| 3.                                 | „III. Allegro con fuoco” (Sonata A-dur na fortepian i wiolonczelę op. 17 (18) (1895–1896))       | Zygmunt Stojowski                  | 8:20                               |
| 4.                                 | „I. Allegro” (Sonata a-moll na wiolonczelę i fortepian op. 10 (1906))                            | Ludomir Różycki                    | 7:45                               |
| 5.                                 | „II. Andante” (Sonata a-moll na wiolonczelę i fortepian op. 10 (1906))                           | Ludomir Różycki                    | 4:55                               |
| 6.                                 | „III. Allegro molto” (Sonata a-moll na wiolonczelę i fortepian op. 10 (1906))                    | Ludomir Różycki                    | 6:40                               |
|                                    |                                                                                                  |                                    | 46:53                              |